# Taubenturm Château de Keranroux

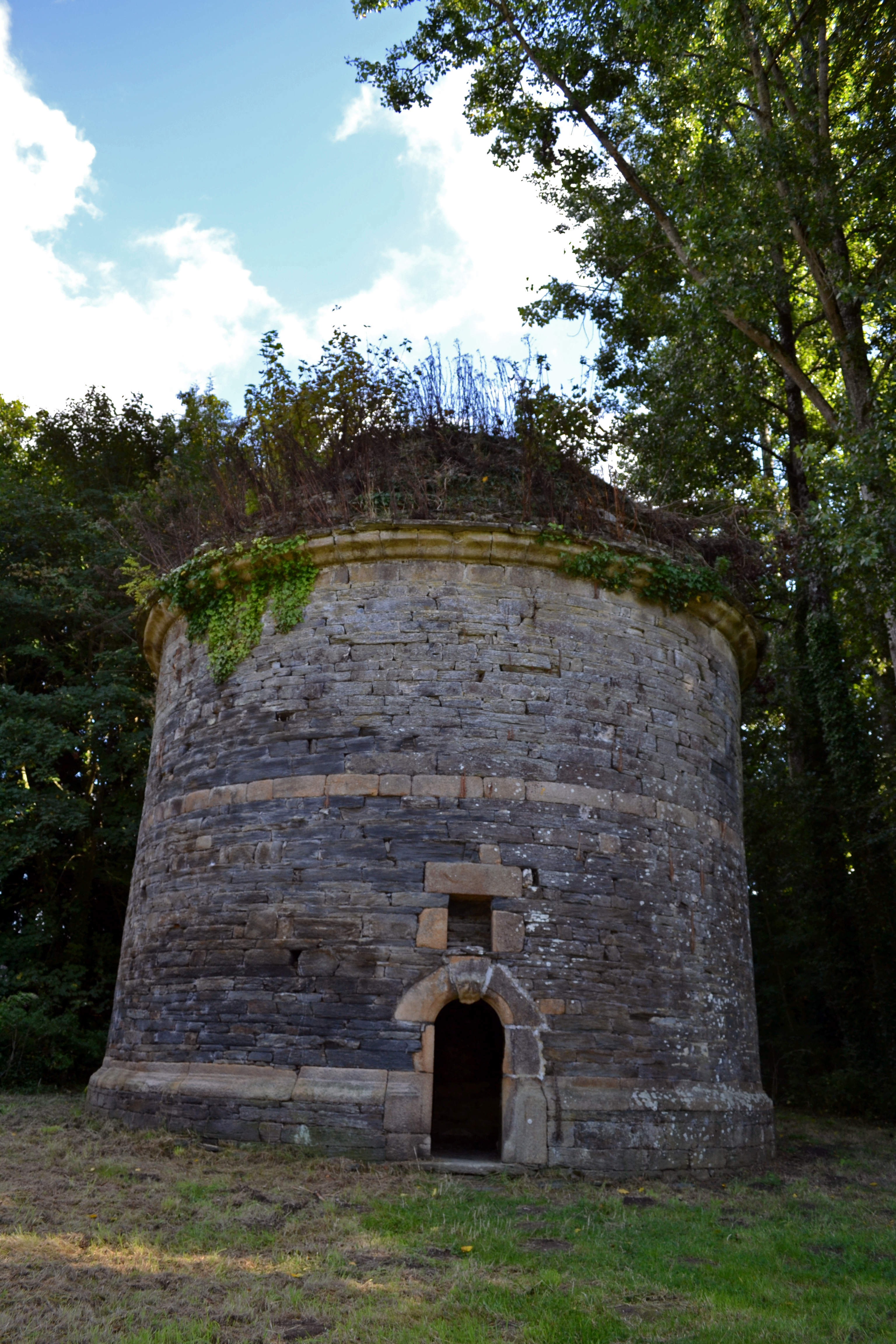
Taubenturm des Château de Keranroux

Der Taubenturm (französisch colombier oder pigeonnier) des Château de Keranroux in Morlaix, einer französischen Gemeinde im Département Finistère in der Region Bretagne, wurde im 18. Jahrhundert errichtet. Der Taubenturm steht als Teil der Schlossanlage seit 1992 als Monument historique auf der Liste der Baudenkmäler in Frankreich.
Der runde Turm aus Bruchsteinmauerwerk wird von einem Steindach bedeckt. Die von Hausteinen gerahmte Rundbogentür wird von einer Agraffe mit Wappen geschmückt.